# Shelley, Essex
Shelley är en by i civil parish Ongar, i distriktet Epping Forest i grevskapet Essex i England. Parish hade 2 090 invånare år 1961. År 1965 blev den en del av den då nybildade Ongar. Byn nämndes i Domedagsboken (Domesday Book) år 1086, och kallades då Senleia.